# Elin Ameen
Elin Ameen, född 22 juli 1852 i Karlskrona, död 17 juni 1913 i Stockholm, var en svensk författare, som skrev under signaturerna E. A., Elsa och Lina M—n. Hon hörde till 1880-talets kvinnliga författargeneration med ett tiotal publicerade verk, främst i novellform.

## Biografi
Elin Ameen var dotter till postdirektören och skriftställaren Georg Fredrik Ameen och Wilhelmina Juhlin-Dannfelt och hade två syskon, bland dem diplomaten Malte Ameen. Fadern gav i Karlskrona ut den liberala tidningen Najaden 1838–1852. Då fadern fick nya arbetsuppgifter inom det offentliga livet, sjöförsvaret och generalpoststyrelsen, flyttade familjen 1853 till Stockholm. Elin Ameen fick sin utbildning i Åhlinska skolan. Från och med 1860-talet var Georg Ameen verksam som postdirektör i Göteborg. Efter hans avsked 1876 flyttade familjen 1878 till Södertälje. Fadern avled 1898 i Stockholm och därefter levde Elin Ameen i huvudstaden tillsammans med sin mor fram till dennas bortgång 1903. De sista tio åren var Elin Ameen ensamstående och kämpade med en svag hälsa, som hon lidit av hela livet.

## Författarskap
Elin Ameen debuterade 1885 på Albert Bonniers Förlag med Träldom och andra berättelser och skisser. Utgåvan fick ingen större publikframgång och blev en förlustaffär för Bonniers, enligt brev från Albert Bonnier till författaren. Titelnovellen handlar om en fattig och föräldralös ung kvinna, som i brist på pengar och utbildning tvingas tjänstgöra som sällskapsdam åt en äldre dam. Hon drömmer om att resa till Paris, men lånar ut sitt sparkapital till en bror som hamnat i knipa, och lyckas inte bryta sig loss ur sin träldom. I samma samling finns den tidstypiska novellen "Konstnärinna och qvinna", som speglar drömmen om att förena kärlek och konstnärskap.
Den skönlitterära debuten måste trots den försäljningsmässiga motgången ändå ha gjort intryck, eftersom den drygt trettioåriga Elin Ameen blev så pass accepterad i Stockholms kulturliv att hon 1886 invaldes i den nyinrättade kvinnoföreningen Sällskapet Nya Idun. De första medlemmarna i detta sällskap var bland andra Alfhild Agrell, Amanda Kerfstedt, Anne Charlotte Leffler, Mathilda Roos och Anna Whitlock. Elin Ameen inlemmades här bland huvudstadens mer bemärkta kvinnor. Det skulle dock dröja till 1891 innan hon lämnade något större arbete till tryckpressarna igen. Denna gång blev det hos förläggaren Per Huldberg som hon publicerade Lifsmål, också detta berättelser och skisser.
År 1891 publicerade Elin Ameen novellen ”Befriad” i tidningen Ur dagens krönika, och den kom även att ingå i samlingen Lifsmål samma år. Novellen recenserades i den engelska tidskriften Review of Reviews. Den uppburna amerikanska skådespelerskan Elizabeth Robins läste recensionen och blev så intresserad att hon lät översätta och dramatisera novellen under titeln Alan’s Wife. När pjäsen sattes upp 1893 på The Independent Theatre i London spelade Elizabeth Robins själv huvudrollen. Elin Ameen översatte därefter pjäsen till svenska och kallade den en ”dramatisk studie efter en skiss”. Dramat publicerades 1895 i Bonniers teaterbibliotek under titeln En moder, men först 1903 fick pjäsen svensk premiär på Kungliga Dramatiska Teatern i Stockholm. Pjäsen är en dyster historia om en arbetarfamiljs öde. En arbetarkvinna mister sin make i en arbetsplatsolycka, och när hon därefter har fött deras barn visar det sig att sonen är svårt handikappad. I sin förtvivlan kväver hon det lilla barnet, erkänner sitt brott och hamnar i fängelse.
I Iduns romanbibliotek 1893 utkom Elin Ameens berättelse Frihet. "Bergtagen" och andra berättelser och skisser utkom 1898 hos Beijers förlag. Förlagsbytena tyder på att Elin Ameen inte fick något starkare fäste på bokmarknaden. Margareta, 1912, utgavs som 25-öresbok av Nordiska förlaget. Samma förlag utgav även En sommardröm i sin 10-öresserie och En sommarsaga samma år. Berättelserna Grevinnan Dora och Skilsmässa utgavs 1914 som 25-öresböcker, även de på Nordiska förlaget, och ingick i förlagets dambibliotek. Författarskapet övergick successivt till mindre prestigeladdade förlag och ingick så småningom närmast i det populära kretsloppet.
Elin Ameen skrev under signaturerna E.A., Elisa, Lina och M-n då hon publicerade sig flitigt i olika tidningar och tidskrifter, exempelvis strövis i Dagny, Förr och nu, Idun, Göteborgs Handels- och Sjöfarts-Tidning, Stockholms Dagblad, Vårt Land och Svenska familj-journalen. Hur omfattande denna verksamhet var är svårt att få ett samlat grepp om. Men troligen bidrog hennes författarskap i skilda publikationsfora i viss mån till det lilla hushållets ekonomi.
I ett urval noveller av det moderna genombrottets kvinnor betitlad Synd och utgiven 1993 av Birgitta Ney, ingick Elin Ameen med debutnovellen "Träldom" i sällskap med Alfhild Agrell, Anne Charlotte Leffler, Amanda Kerfstedt, Mathilda Malling, Victoria Benedictsson och Hilma Angered-Strandberg. I detta sammanhang hörde hon hemma, trots att hon inte fick något större publikt genomslag eller uppnådde högre status som författare i sin samtid.